# 入谷明
入谷 明（いりたに あきら、1928年8月29日 - ）は日本の畜産学者。京都大学名誉教授、近畿大学生物理工学研究科教授。兵庫県南あわじ市出身。

## 業績
専門は家畜繁殖学。哺乳類の子宮や精子の機能構造を解明、体外受精実験の先駆者。
2002年には、岡崎国立共同研究機構基礎生物学研究所教授の村田紀夫らとの共同研究で、ブタにホウレンソウの遺伝子を組み込んだホウレンソウブタを開発した。大型動物に植物の遺伝子を入れ、狙い通りに働くことが確認された事例としては、世界初である。
2011年からは若山照彦、宮下実らと共に絶滅したマンモスをクローン技術で復活される研究に取り組む。凍結細胞からDNAを取り出す技術を確立し、良質なマンモスの組織がロシアの研究所から入手できる見込みがたったことから。

## 略歴
- 1953年 - 京都大学農学部卒業
- 1976年 - 京都大学農学部教授
- 1992年 - 近畿大学農学部教授
- 1993年 - 近畿大学生物理工学部教授

## 受賞・栄典
- 1995年 - 紫綬褒章
- 1999年 - 日本学士院賞
- 2005年 - 瑞宝重光章